# 西
西（にし）とは、四方位の一つ。日が去るの方向の意味の「去にし」が「にし」に転じた。極地以外では太陽が沈む方位。地球の自転とは反対の方向。
南北が絶対的な位置関係にあるのに対して東西は相対な位置関係にある。

## 西に関する項目
- 西洋をオクシデント（Occident）というが、本来は「日が沈む地」を意味する。
- 西側諸国：西洋でも、特に西欧と北米を指す。米ソ冷戦時代には、アメリカに与する陣営として強調された。
- 日が沈む方位である点から、西は「衰退」に例えられる事がある。
- 同じく日没の方位から「死」の象徴ともされる。
- 西は、角度においては270°を表し（北を0°＝360°として、時計回りに測る）、時刻においては日暮れ（夕方）を表す。
- 地図においては、左を西とする事が多い。
- 西を表す色は、五行思想では白であり守護神は白虎である。しかし、風水では黄色である事が多い。
- 西半球：南北アメリカ大陸が属する。
- 西日本、西国：一般的には近畿地方を指し（例：西国三十三所）、近年は中国地方、四国、九州地方を指す事もある（例：西日本鉄道）。
- スペイン（西班牙）に当てられた漢字1文字による表記。
- 大相撲の番付で同地位では、西が東より格下である。